# 野一色駅
野一色駅（のいしきえき）は、岐阜県岐阜市野一色1丁目にあった名古屋鉄道美濃町線の駅。徹明町駅から来た電車は、当駅か日野橋駅で折り返していた。

## 歴史
1911年に美濃町線が美濃電気軌道の路線として開業したのに合わせて開設された。戦時中の1944年にはいったん休止されたが、5年後に営業を再開している。美濃町線は2005年に廃止され、当駅も廃駅となっている。
- 1911年（明治44年）2月11日 - 美濃電気軌道の神田町駅（のちの岐阜柳ヶ瀬駅） - 上有知駅（のちの美濃駅）間の開通と同時に開業[2]。
- 1930年（昭和5年）8月20日 - 美濃電気軌道が名古屋鉄道（初代。同年中に名岐鉄道に改称し、1935年より名古屋鉄道に再改称）に合併。同社の美濃町線の駅となる[2]。
- 1944年（昭和19年） - 休止[2]。
- 1949年（昭和24年）10月1日 - 復活[2]。
- 1970年（昭和45年）6月25日 - 琴塚駅寄りに移転[3]。
- 2005年（平成17年）4月1日 - 美濃町線の廃止に伴い廃駅[3]。

## 駅構造
無人駅で、ホームは低床相対式2面2線。かつては1面1線の棒線駅だったが、美濃町線が名鉄岐阜駅まで直通運転を開始した1970年に交換設備を新設、同時に駅が100メートルほど琴塚駅方面へ移された。関方面へは、道路がそのままホームとなっていた。名鉄岐阜方面ホームへは、構内中ほどの軌道上通路を渡る。
名鉄岐阜駅発の電車は徹明町駅発の電車と、競輪場前駅から当駅か日野橋駅まで続行運転を行い、同一ホームで連絡しており、逆方向は、当駅か日野橋駅で徹明町駅行きに乗り換えることになっていた。
徹明町より路面上の併用軌道としてやってくるが、駅の300メートルほど西側で、専用軌道へと移行する。そのため国道上に東行きの車を止める信号があった（西行きには信号はない）。
廃線後の2017年8月現在では、写真の通りに南側のホーム跡が残っており、北側ホームは舗装され沿線道路と一体になっている。

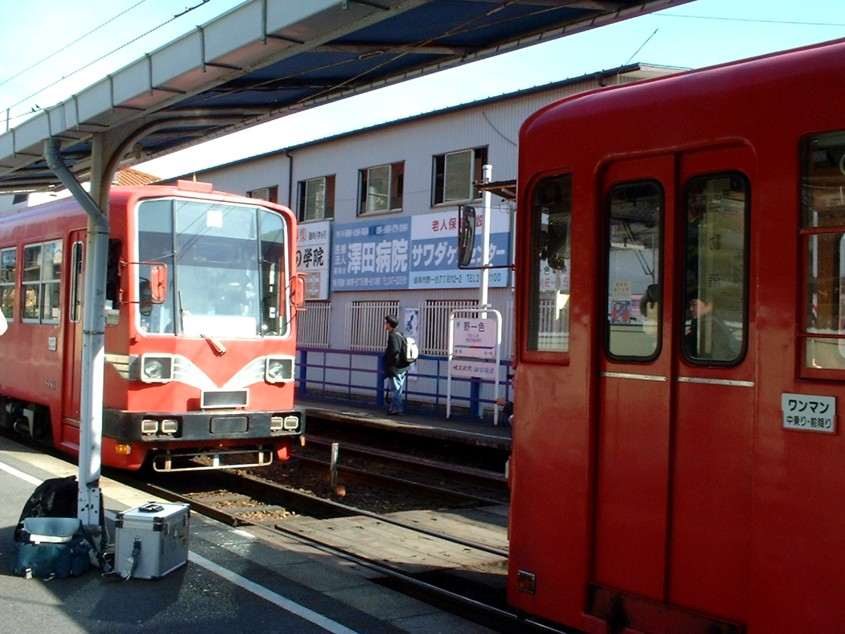
徹明町発の電車（手前）が、新岐阜発関行き電車に同一ホームで連絡（2005年3月）
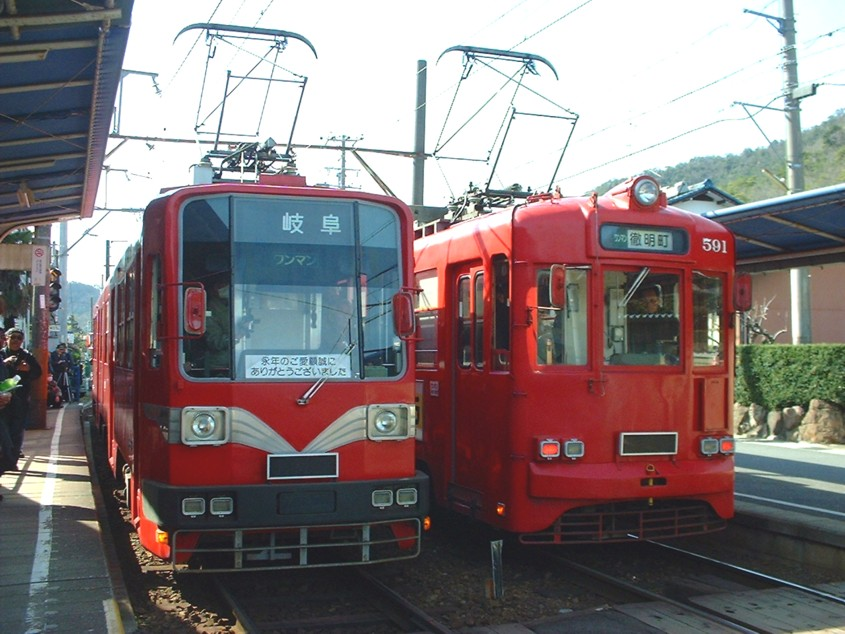
新岐阜行き電車が、徹明町行き電車に連絡（2005年3月）
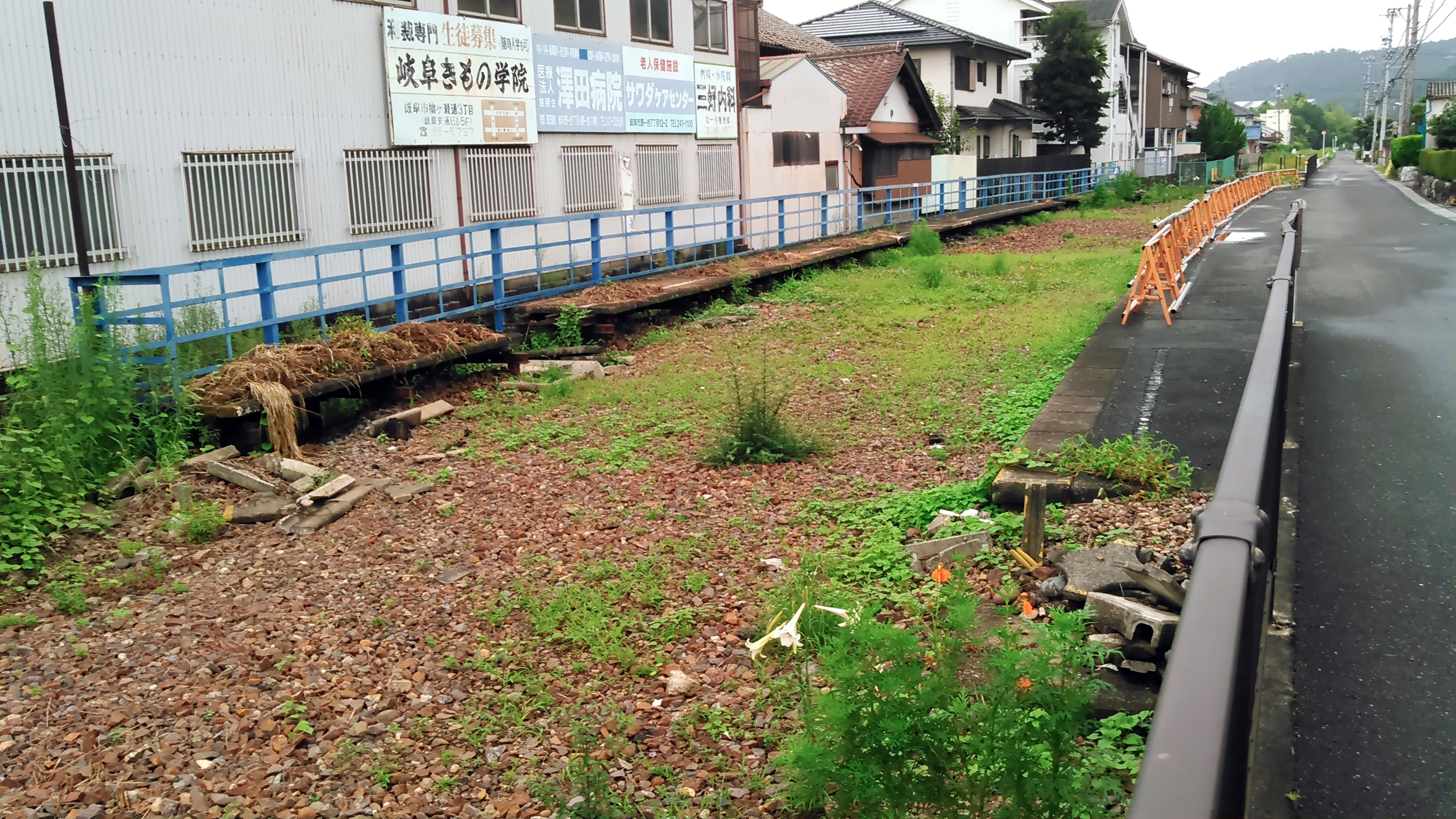
ホーム跡（2017年8月）

### 配線図
| ← 徹明町方面 | 野一色駅 構内配線略図 | → 日野橋方面 |
| 凡例 出典:   |                       |              |

## 駅周辺
- 岐阜野一色郵便局
- 岐阜市立長森北小学校
- 岐阜バス、野一色・東野一色バス停留所（代替交通手段）

## 隣の駅
名古屋鉄道
美濃町線
北一色駅 - 野一色駅 - 琴塚駅